# Acht nach 8
Acht nach 8 war eine deutsche Spielshow, von der 1973 insgesamt sechs Folgen von der ARD produziert und ausgestrahlt wurden und zwar als Gemeinschaftsproduktion des Hessischen Rundfunks erstmals mit dem Sender Freies Berlin. Die erste Sendung lief am 20. Januar 1973 und wurde wie die zweite und sechste Folge aus der Rhein-Main-Halle in Wiesbaden übertragen. Die übrigen drei Sendungen kamen aus Berlin und zwar aus der Halle 1 des Berliner Messegeländes am Funkturm. Die Show wurde samstags im Abendprogramm des ersten deutschen Fernsehens gezeigt.
Moderator der Show war Hans-Joachim Kulenkampff, seine Assistentinnen waren Barbara Kramer und Marie-Claude Karera. Es spielten jeweils das Tanzorchester des HR unter der Leitung von Heinz Schönberger, sowie das SFB-Tanzorchester unter der Leitung von Paul Kuhn.

## Das Spielprinzip
In jeder Folge der Spielshow ging es um ein Jahrzehnt.
Vier Paare aus Deutschland, Österreich, der Schweiz und Großbritannien mussten in drei Quizrunden Fragen zu dem jeweiligen Jahrzehnt beantworten.
Im Showteil der Sendung traten Prominente auf, die sich in diesem Jahrzehnt einen Namen gemacht hatten.
Die einzelnen Shows waren:
- 20er Jahre – gesendet am 20. Januar 1973 (u. a. mit Joséphine Baker)
- 30er Jahre – gesendet am 17. Februar 1973 (u. a. mit Martha Eggerth)
- 40er Jahre – gesendet am 17. März 1973 (u. a. mit Marika Rökk)
- 50er Jahre – gesendet am 14. April 1973 (u. a. mit Peter Kraus)
- 60er Jahre – gesendet am 5. Mai 1973 (u. a. mit Udo Jürgens, Martin Jente)

Am 9. Juni 1973 wurde die letzte Sendung ausgestrahlt. Anlässlich Kulenkampffs 20-jährigen Quizmasterjubiläums wurde die Show nicht als Quiz-, sondern als Auktionssendung präsentiert.
Die Show wurde mangels Erfolg – und wahrscheinlich, weil keine weiteren Jahrzehnte mehr als Thema genutzt werden konnten – eingestellt.

## Kurioses
Kulenkampffs Assistentin Marie-Claude Karera war Auslöser einer öffentlichen Diskussion.
Die Fernsehzeitung Hörzu berichtete vom „nackten Vorleben“ der 25-jährigen Lehrerin aus Ruanda. Sie hatte in einer Tatort-Folge eine Masseuse gespielt und war halbnackt zu sehen gewesen.